# Compterosmittia nerius
Compterosmittia nerius är en tvåvingeart som först beskrevs av Charles Howard Curran 1930.  Compterosmittia nerius ingår i släktet Compterosmittia och familjen fjädermyggor. Inga underarter finns listade i Catalogue of Life.